# Yevgueni Chírikov
Yevgueni o Evgeni Nikoláievich Chírikov (Kazán, 1864 - Praga, 1932). Escritor ruso que cultivó la novela, el cuento, el periodismo y realizó obras dramáticas. 

## Biografía
Nació en el seno de una familia aristocrática. Estudió el bachillerato en el instituto de Kazán, estudiando Derecho y Ciencias Naturales en la Universidad de Kazan. Fue expulsado de la universidad, al participar en revueltas de estudiantes. Su fecunda obra literaria empezó en periódicos y revistas como El patrimonio ruso, Mundo de Dios, El Noticiero del Norte o La Nueva Palabra. Así mismo, colaboró con la revista marxista La vida, cuyo editor era Máximo Gorki. Algunas de sus obras fueron publicadas junto a las de Gorki, Andréyev, Skitalets y otros, en ediciones "El conocimiento". No obstante, no fue demasiado fiel a la corriente editorial ni al ideario de Gorki, a quien atacó con virulencia en 1916. Así, tuvo que emigrar a Bulgaria al estallar la revolución de 1917 y, posteriormente, a Praga, donde falleció. Dispuso de un nutrido público que gustaba de sus folletines y cuentos repletos de anécdotas, un tanto sensibleros, acerca de la vida en provincias de la pequeña burguesía, en la línea de Chéjov, si bien carecen de su calidad literaria. El humor de Chírikov tiene finura, pero es algo vulgar, por lo que no se eleva a la altura irónica de las obras de Chéjov. Sus obras dramáticas iniciales resultaron ser descripciones de tipo impresionista, del aburrimiento provinciano, en las que abundan rebeldías caricaturizadas, en las que esporádicamente surge un personaje valeroso como la Vera Pávlovna de Iván Mirónych, de 1899, drama al estilo de Chéjov, que logró un gran éxito y convirtió a Chírikov en un reputado dramaturgo.

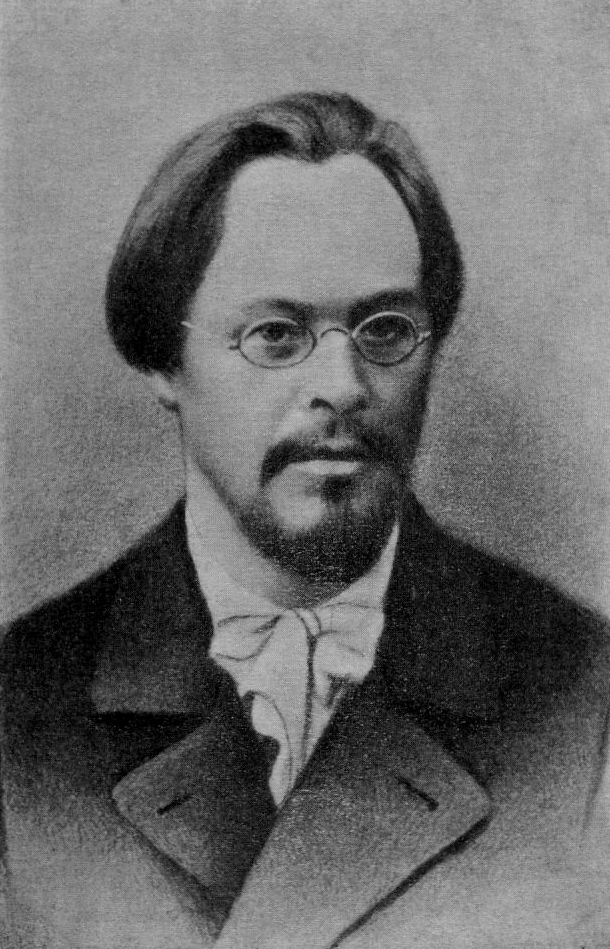
Yevgueni Chírikov

## Obras
- Los inválidos (1897), novela
- Exóticos, novela acerca de la desintegración del populismo
- Los forasteros (1898), fuerte ataque a los marxistas
- Juventud
- Novodiévichie
- El hijo pródigo (1894)
- La princesa (1912)
- El destino (1912), influenciada por los relatos de Chéjov
- Un alma devastada (1921), retrata psicológicamente a un revolucionario bolchevique
- La novia (1927), cuentos
- Ciudad de provincia (1932), rememora con nostalgia los tiempos anteriores a la Revolución
- Palabra de Honor (Editado 1934 por Espasa Calpé SA, traducido del ruso por Felix Díez Mateo)
- Los ecos de la guerra (1915), relatos ambientados en la I Guerra Mundial
- El destierro, historia de amor que tiende al sentimentalismo. Es importante su análisis psicológico, evocando el pasado
- La fiera de los abismos, escrito en el exilio
- Mi novela, escrita también en el exilio
- La vida de Tarjánov (1911-1914), trilogía autobiográfica